# Комунари (железопътна гара)
Железопътна гара Комунари е гарата, обслужваща село Комунари, община Дългопол, област Варна.
Възлова гара, свързваща второстепенната жп линия №26 Шумен – Комунари с главна жп линия №2 Варна – София и главна линия №3 Синдел – Карнобат – Карлово. На гарата всекидневно спират пътнически влакове по направленията Варна – Карнобат, Варна – София и Варна – Пловдив, естествено и бързите влакове от Пловдив за Варна, и два влака в посока Шумен. Гарата в Комунари е съставена от 4 коловоза, като на 1-ви влакове не се вземат. Билетното гише в гарата е едно, но работи. Има и чешма.
Село Комунари е разположено на 50 km от гара Шумен, на 74 km от гара Варна, и на 83 km от гарата в Карнобат, където се правят връзките за градовете Бургас, Ямбол, Сливен, Карлово, и София (през Пловдив и Карлово).